# Вътрешен град
„Вътрешен град“ (на английски: Roman J. Israel, Esq.) е американска съдебна драма от 2017 г. на режисьора Дан Гилрой, който е сценарист на филма, а главните роли се изпълняват от Дензъл Уошингтън и Колин Фарел.
Проектът е обявен на 25 август 2016 г. като следващата режисьорска оферта на Гилрой, озаглавена Inner City, но е преименуван на 22 юни 2017 г. Снимките започват през март 2017 г. и се провеждат в Лос Анджелис и Санта Кларита, Калифорния.
Премиерата на филма се състои в международния филмов фестивал в Торонто на 9 септември 2017 г., и е пуснат по кината в Съединените щати на „Сони Пикчърс Релийзинг“ на 17 ноември 2017 г.